# 葫芦树

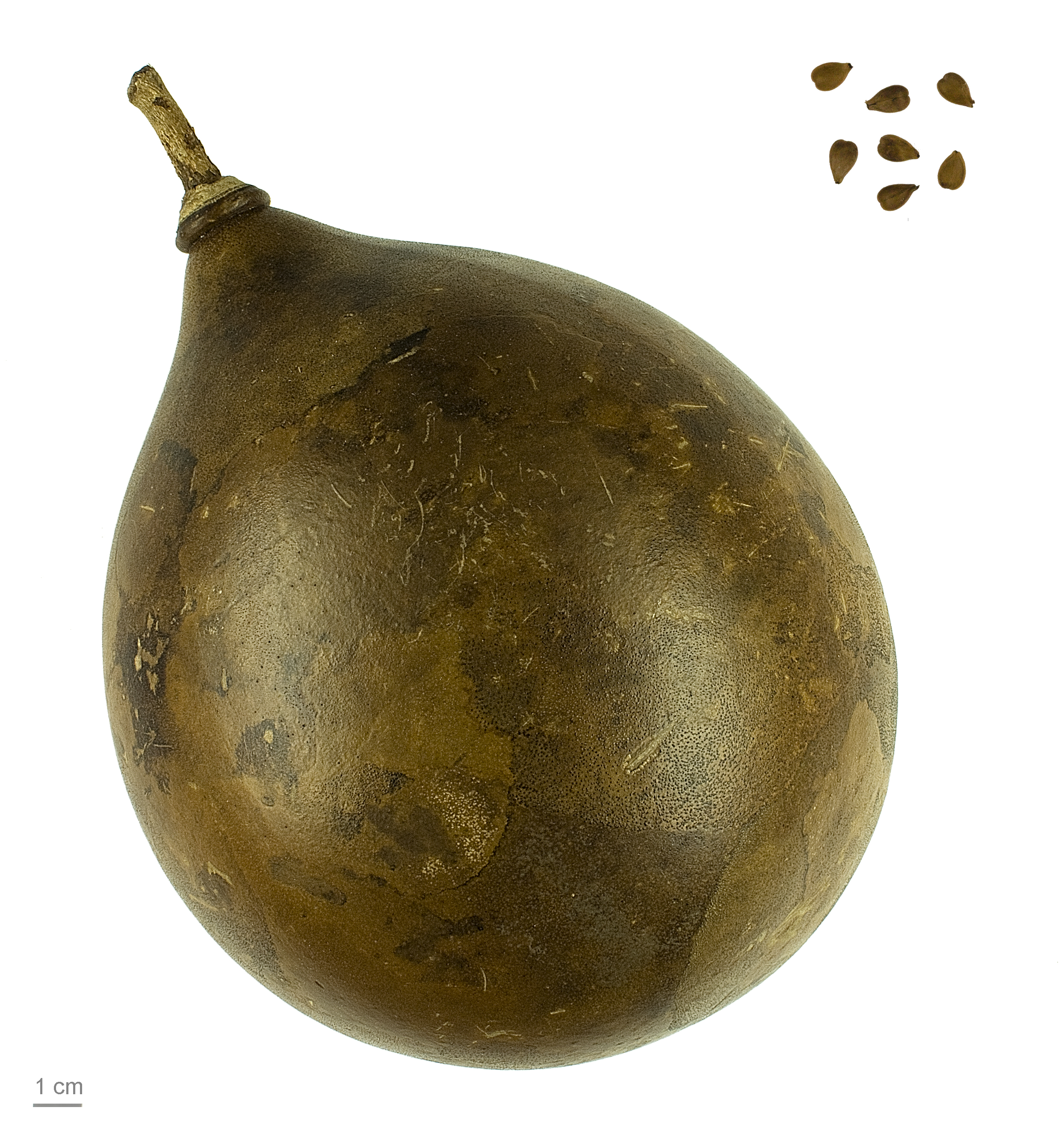
成熟的铁西瓜

葫芦树（学名：Crescentia cujete）又名蒲瓜樹、瓠瓜木、炮彈樹，为紫葳科炮弹果属的乔木植物，其果实为鐵西瓜、炮彈果。虽然称为葫芦树，但与葫芦的区别不小，后者是葫芦目葫芦科葫芦属一年生的草质藤本植物。
葫芦树原產于中美洲、南美洲、現今已引入台湾地區以及中国大陸的广东、福建等地種植而才有了分布，目前已由人工引种栽培。高6-12米，果实大，球形，直径达50公分，外壳坚硬，掏空后可作碗、杯及盛小容器。果肉带白色，种子扁，深褐色。花5瓣，浅绿色，有紫色条纹，合拢成漏斗状。一年中任何时间均能开花结果。枝条长，向外水平伸展，几乎不再生出小枝。叶常绿，长约5-15公分，披针形，基部渐细。

## 别名
炮弹果（中国种子植物科属辞典），红椤（海南），葫芦树（广州），鐵西瓜，蒲瓜樹。